# Bursa Śmieszkowska w Krakowie
Bursa Śmieszkowska – bursa dla studentów Uniwersytetu Krakowskiego, znajdująca się przy ulicy Jagiellońskiej w Krakowie od połowy XVII wieku do drugiej ćwierci XIX wieku.

## Historia
Bursa została ufundowana w 1646 z zapisu testamentowego lekarza i rektora Akademii Wawrzyńca Śmieszkowica. Przeznaczona była dla studentów i synów szlacheckich z Brzezin i okolic oraz dwóch studentów z Krakowa. Budynek bursy, zbudowany na planie wydłużonego prostokąta, był dwupiętrowy, miał podpiwniczenie i jednopiętrową oficynę boczną. W latach 1824–1826 został włączony do sąsiedniego Collegium Kołłątaja.